# Suplai
Suplai – wieś w Rumunii, w okręgu Bistrița-Năsăud, w gminie Zagra. W 2011 roku liczyła 976 mieszkańców.